# Thỏ đuôi bông Bắc Mỹ
Sylvilagus floridanus là một loài động vật có vú trong họ Leporidae, bộ Thỏ. Loài này được J. A. Allen mô tả năm 1890.

## Hình ảnh

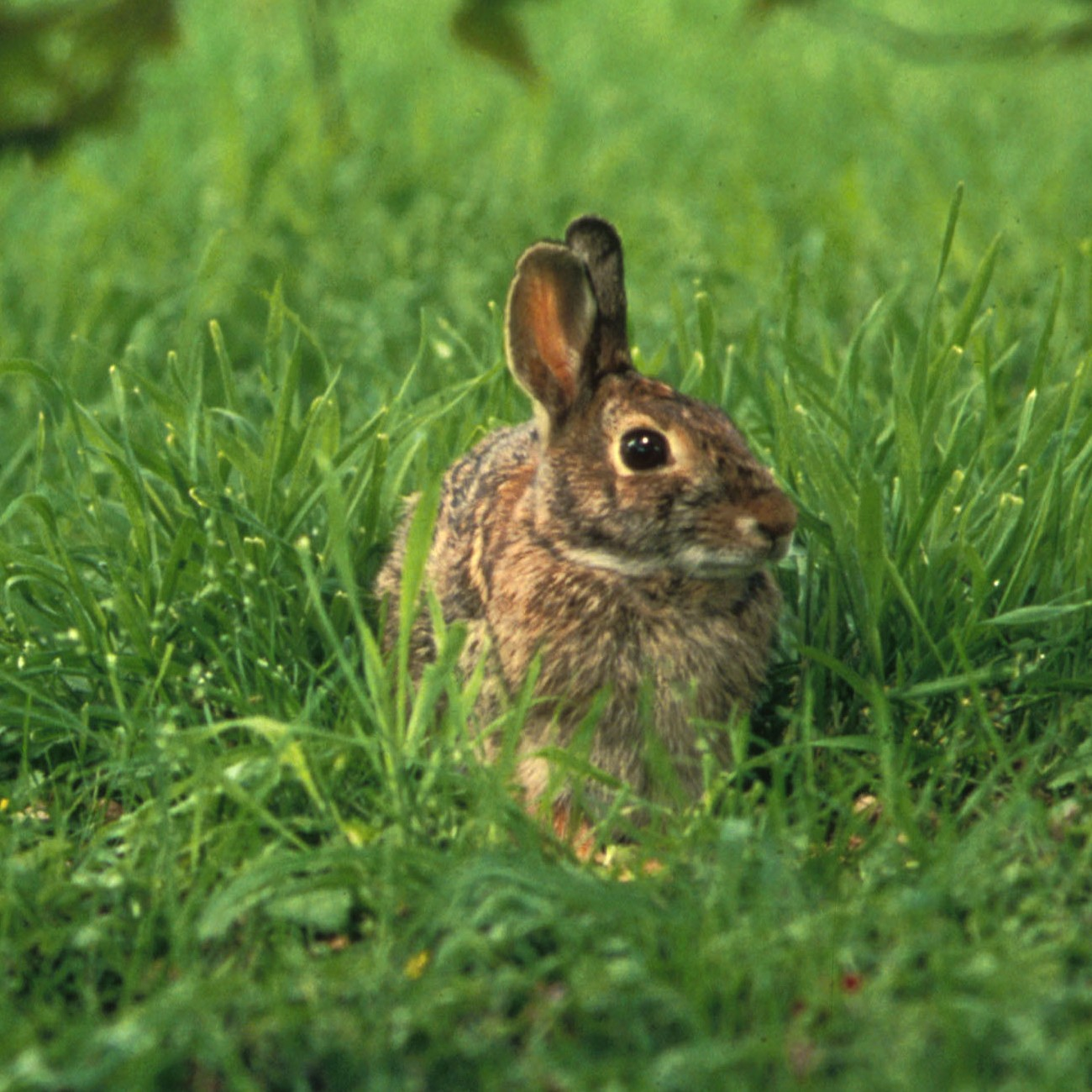
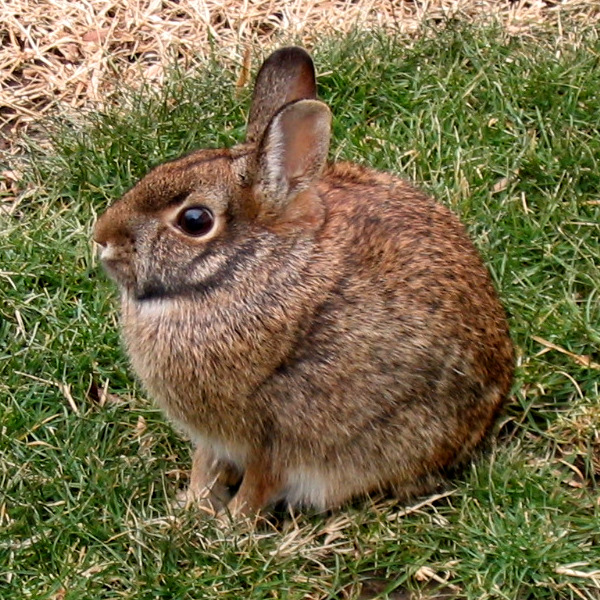
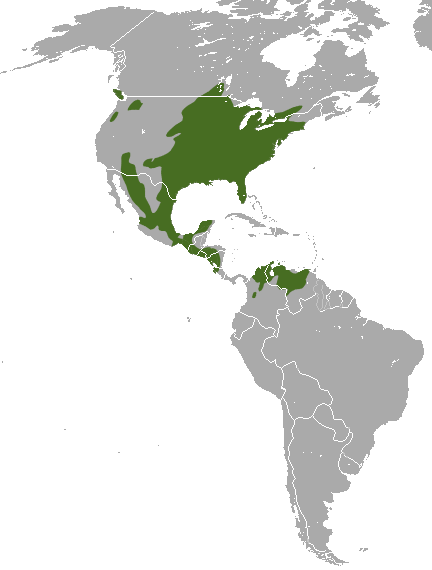
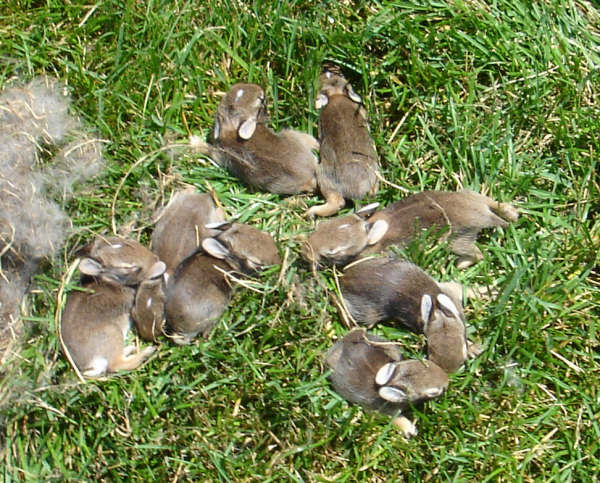